# Монруж

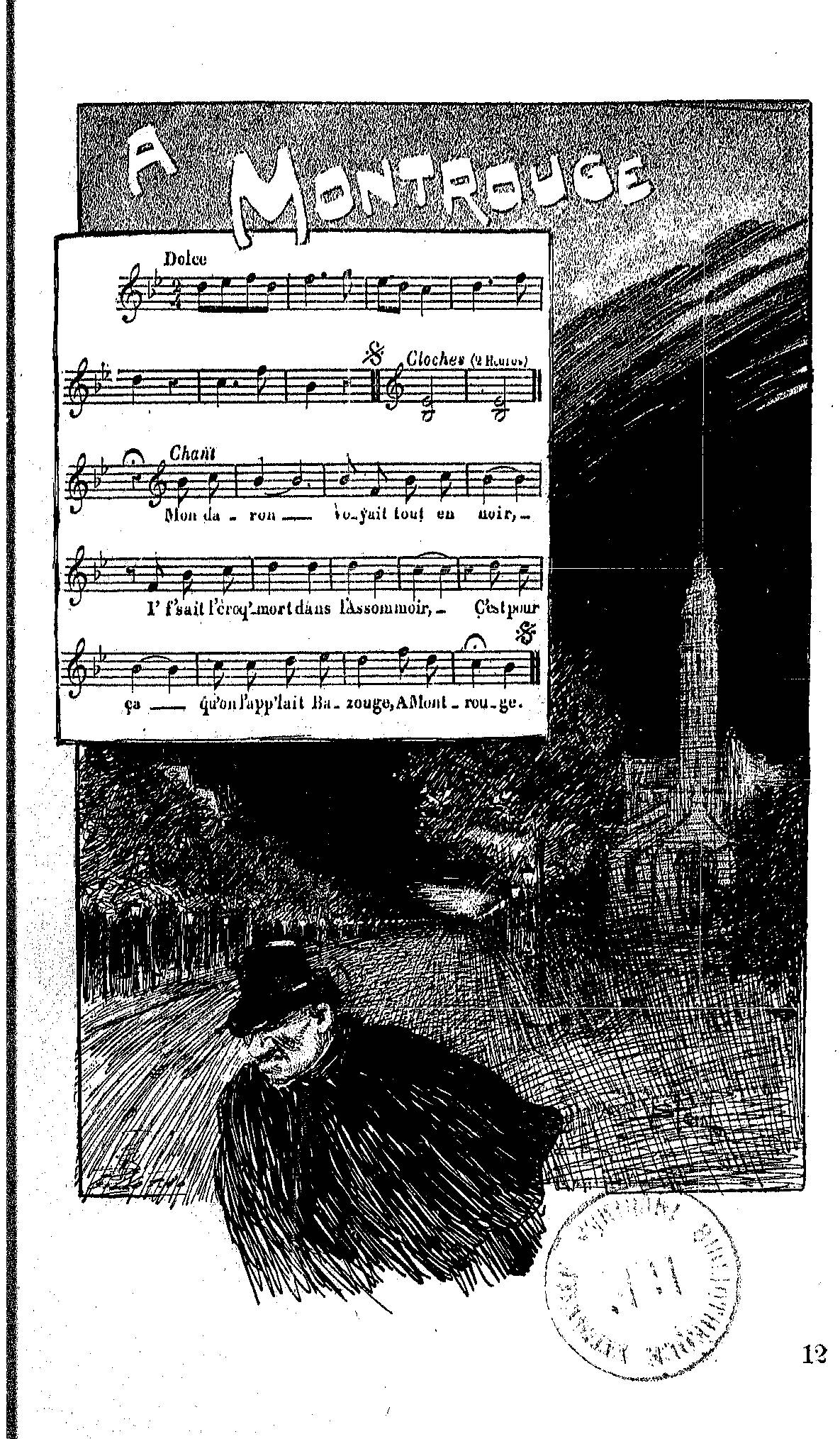
Плакат А. Стейнлена к шансону Аристида Брюана «Монруж»

Монру́ж (фр. Montrouge) — город и коммуна во Франции.

## География
Монруж находится в северной части Франции, в департаменте О-де-Сен региона Иль-де-Франс. Расположен юго-западнее Парижа. Административный центр одноимённого кантона (фр.). Название города происходит от красно-жёлтой окраски почвы в этом регионе (Montrouge с фр. — «красная гора»).

## История
Город впервые упоминается в 1194 году в хронике монастыря Сен-Лазар. До XIII века эта местность находилась во владении бенедиктинского орденского братства «гильомитов» (по имени аскета и отшельника Гильома де Малеваля). Около 1640 года здесь образован заповедник для проведения королевской охоты. В 1860 году часть Монружа (так называемый район «Малый Монруж» (фр. Petit-Montrouge) включён в состав Парижа (ныне — квартал в XIV парижском округе), после чего городская территория уменьшилась с 305 до 105 гектаров. В 1875 году Монружу удалось, однако, присоединить себе некоторые территории, принадлежавшие соседним коммунам.
Начиная с 1955 года в Монруже ежегодно устраивается Салон современного искусства (фр.).

## Транспорт
Имеется прямое сообщение с Парижем двумя линиями метрополитена (конечные станции 4 линии «Мэри-де-Монруж» и 13 линии «Шатийон — Монруж»).

## Персоналии
- Пиллон, Адриан-Фирмен (1766—1844) — французский драматург, поэт и писатель.